# Parallelia albocincta
Parallelia albocincta är en fjärilsart som beskrevs av Walker 1865. Parallelia albocincta ingår i släktet Parallelia och familjen nattflyn. Inga underarter finns listade i Catalogue of Life.